# Jan Umlauft
Jan Umlauft (* 8. Februar 1987 in Augsburg) ist ein ehemaliger deutscher Volleyball-Nationalspieler und Roundnet-Nationalspieler.

## Karriere Volleyball
Jan Umlauft begann seine Karriere in Friedberg. Bis 2006 spielte er beim VC Olympia Kempfenhausen unter Trainer Peter Meyndt. Mit der Junioren-Nationalmannschaft wurde er Zehnter bei der EM 2005 und Neunter bei der EM 2006. Anschließend absolvierte er eine Saison beim Nachwuchsteam VC Olympia Berlin. Von dort wechselte er 2007 zum Bundesligisten evivo Düren. Bereits ein Jahr später wurde er in den Kader der A-Nationalmannschaft berufen. In der Saison 2008/09 spielte Jan Umlauft wegen seines Studiums in Montpellier, 2009 wechselte er zurück zu evivo Düren. 2010 beendete Jan Umlauft mit erst 23 Jahren seine Volleyball-Karriere, um sich voll auf sein Studium zu konzentrieren.

## Karriere Roundnet
Jan Umlauft spielt seit 2021 für den Roundnet Club Bonn e.V. auf der Tour des Deutschen Roundnet Verbands. 2022 wurde er für die Teilnahme an der ersten Roundnet-Weltmeisterschaft in Molenheide, Belgien für die deutsche Roundnet-Nationalmannschaft nominiert.